# Érik Lira
Érik Antonio Lira Méndez (ur. 8 maja 2000 w mieście Meksyk) – meksykański piłkarz występujący na pozycji defensywnego pomocnika lub środkowego obrońcy, reprezentant Meksyku, od 2022 roku zawodnik Cruz Azul.